# 催眠大師
《催眠大師》是陳正道执导的一部心理懸疑片，由萬達影視傳媒有限公司出品及發行。徐峥监制兼男主角，女主角為莫文蔚，中国于2014年4月29日公映。本片為第四屆北京國際電影節閉幕影片，亦入圍第18屆富川國際幻想電影節競賽單元。

## 剧情
精神科醫師徐瑞寧（徐峥飾）以「催眠療法」名震杏林，他不像一般醫師有耐性，性情急躁的他，問診時以極快的速度「催眠」患者，而迅速處理患者心理問題，人稱「催眠大師」。
瑞寧曾經利用一次催眠，治癒了因車禍喪女而引發憂鬱症的婦女，並在演說時把這實例公開，瑞寧的恩師方教授（呂中飾）在演說之後，把一個香港患者任小妍（莫文蔚飾）介紹給瑞寧，一個凌晨，瑞寧正要下班，秘書艾美（杨凯迪饰）竟然領著任小妍進入診所，瑞寧礙於方教授的面子，只好熬夜為小妍問診。
任小妍身世不明，自稱素為「陰陽眼」所苦，天天看到枉死的幽靈橫行，寢食不安。她遍尋沈立（管樂饰）等名醫，對她皆束手無策，無神論的瑞寧認為這是妄想症或者創傷後症候羣，於是透過催眠，深入小妍的內心，發現了她曾經有一名未婚夫（王耀慶飾），而未婚夫的離去，是她精神發生問題的關鍵。
不過，小妍亦精通心理學，深知瑞寧診治的技巧，與瑞寧開始了一段高手過招，小妍的誘導性提問嚴重打擾了瑞寧，使得瑞寧腦海中都是愛妻陳婷（胡靜飾）的影像，瑞寧開始疑惑，這位神通廣大的患者，究竟是何方神聖？

## 角色列表
| 角色名稱 | 演員   | 簡介                               |
| -------- | ------ | ---------------------------------- |
| 徐瑞寧   | 徐峥   | 中國精神科醫師，人稱「催眠大師」。 |
| 任小妍   | 莫文蔚 | 精通心理學的患者，真實名稱：顧潔。 |
| 艾美     | 杨凯迪 | 徐瑞寧的秘書。                     |
| 方教授   | 呂中   | 醫學系教授，徐瑞寧的恩師。         |
| 沈立     | 管樂   | 香港精神科醫師，徐瑞寧的同學。     |
| 骆雨淞   | 王耀慶 | 任小妍的未婚夫。                   |
| 陳婷     | 胡靜   | 徐瑞寧的妻子。                     |

## 创作
编剧任鹏在接受《扬子晚报》记者采访时表示，《催眠大师》的创意属于陈正道，也是任鹏创作的第一个电影剧本，两年多时间里他写了7稿以上，其间也参与过陈正道的《101次求婚》。任鹏说：“当时导演已经有了一个完整的故事脉络，希望我帮他整理成文字稿。我一听故事是我喜欢的类型，便一口答应下来。因为我对这类故事的阅读面比较广，所以我对自己的故事要求也相应较高，于是我在导演的故事中加入了更多悬疑元素。他看完故事稿便决定让我来写《催眠大师》的剧本。当时我们只有一个念头，希望能做出一部有别于其他的国产悬疑电影。”
陈正道承认《催眠大师》借鉴参考的对象有《致命ID》、《入侵脑细胞》、（潜意识），以及（治疗与反治疗）等多部美国片。而美剧迷任鹏从美剧中找到了很多悬疑烧脑元素用在剧本中，“我在创作《催眠大师》的过程中，总是会想起里面女主角（Patricia Arquette）饰演的Allison Dubois。她能够与死者沟通，倾听死者的遗愿。剧中‘任小妍’的设定就很像她。电影中男女主角的关系又有点像《美国恐怖故事第二季》中，精神病人和医院院长的关系。大家的位置并不是绝对固定的。正常人被迫害成精神病患者，而高高在上的院长总有一天也会面对自己的心理恶疾。我们也像《恐怖大师》一样，在合情合理的铺陈中早已埋好了一条可供翻转的线索；又像《亡者归来》一样，恐怖的背后潜藏着温情。”

## 電影歌曲

### 插曲
〈You Must Love Me〉
- 主唱：莫文蔚

### 片尾曲
〈半醒〉
- 作曲：王雅君
- 作詞：姚若龍
- 主唱：劉思涵
- 編曲：京延

## 票房
上映首日高達32%的排片只獲得1446万元的票房，次於已上映兩周的國產片《同桌的你》1925万。上映四日票房突破一億，刷新了国产悬疑片票房最新记录。首週表現理想，票房達1.4億，位列當週內地票房亞軍。次周以累積2.04億獲得季軍。第3周進賬接近4500萬，累計接近2.5億，嬋聯季軍。踏入第4周仍然進賬越2000萬，累計接近2.7億，為當周殿軍。本片最後共獲得逾2.73億票房。

## 獎項及提名
| 年份 | 頒獎典禮                                         | 類別                           | 名字         | 結果 |
| ---- | ------------------------------------------------ | ------------------------------ | ------------ | ---- |
| 2014 | 第5屆藝恩電影產業獎                              | 最佳預告片                     | 催眠大師     | 獲獎 |
| 2014 | 第8屆First青年電影展「矚目無限」華語電影優選單元 | 最受青年矚目華語電影           | 催眠大師     | 提名 |
| 2014 | 第8屆First青年電影展「矚目無限」華語電影優選單元 | 最受青年矚目華語電影人(女演員) | 莫文蔚       | 提名 |
| 2014 | 2014年度 HAMILTON BEHIND THE CAREMA AWARDS       | 最佳声效                       | 杨江、赵楠   | 獲獎 |
| 2014 | 2014年度 HAMILTON BEHIND THE CAREMA AWARDS       | 最佳编剧                       | 陈正道、任鹏 | 提名 |
| 2014 | 2014中国文艺年度作品年度人物·成都商报读者口碑榜  | 年度电影                       | 催眠大師     | 提名 |
| 2014 | 2014中国文艺年度作品年度人物·成都商报读者口碑榜  | 年度电影男演员                 | 徐峥         | 提名 |
| 2014 | 2014中国文艺年度作品年度人物·成都商报读者口碑榜  | 年度电影女演员                 | 莫文蔚       | 提名 |
| 2014 | 2014中国文艺年度作品年度人物·成都商报读者口碑榜  | 年度电影编剧                   | 陳正道、任鵬 | 提名 |
| 2015 | 东方电影頻道—2014中国电影年终奖                  | 最佳影片                       | 催眠大師     | 提名 |
| 2015 | 第22屆北京大学生电影节                           | 最佳编剧奖                     | 陈正道、任鹏 | 獲獎 |
| 2015 | 亞洲週刊                                         | 2014十大中文電影               | 催眠大師     | 獲獎 |
| 2015 | 大众电影 - 中国电影营销大典                      | 最佳营销活动                   | 催眠大師     | 獲獎 |
| 2015 | 第30屆金雞獎                                     | 最佳錄音                       | 杨江、赵楠   | 提名 |
| 2015 | 第30屆金雞獎                                     | 最佳美术                       | 羅順福       | 提名 |
| 2015 | 2015年華語電影傳媒大獎                           | 最佳编剧奖                     | 陈正道、任鹏 | 提名 |
| 2015 | 2015年華語電影傳媒大獎                           | 最受瞩目电影                   | 催眠大師     | 提名 |